# 분유정

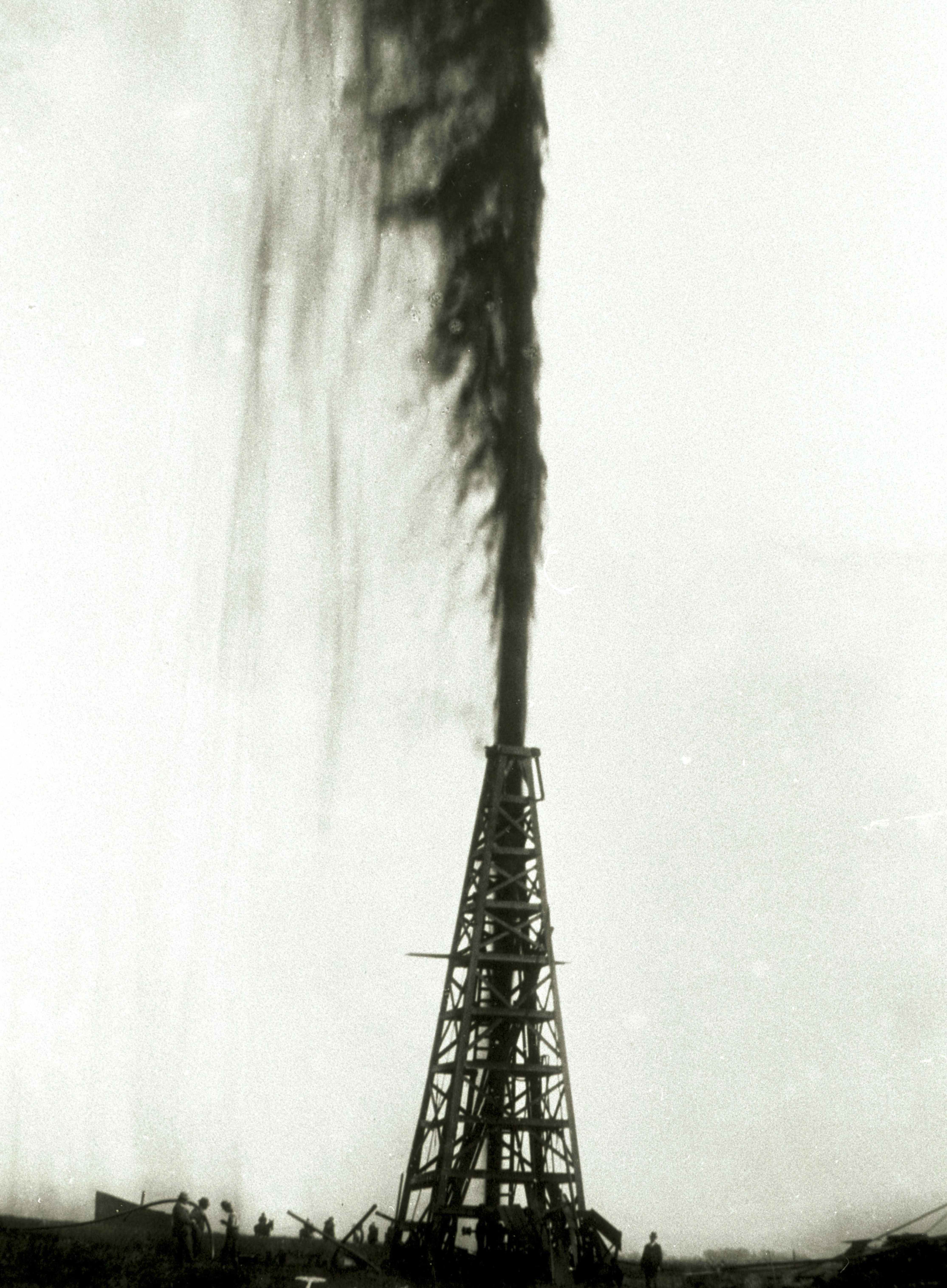
텍사스 최초의 분유정인 스핀들톱의 루카스 분유정(1901년).

분유정(영어: oil gusher)이란 유정을 천공하는 도중 원유와 석유가스가 통제불능으로 치솟아오른 유정이다. 1920년대에 압력제어장치가 발명되기 전에는 이런 현상(blowout)이 매우 흔했으며, 대부분의 유정이 분유정이었다. 분유 도중에 사고로 조금의 불꽃이라도 발생한다면 참사 수준의 유정화재로 비화할 수 있다.

## 같이 보기
- 석유 플랫폼
- 유정 (석유)
- 석유지질학